# Дэнверс, Таша
Таша Денверс (англ. Tasha Danvers; род. 19 сентября 1977) — британская легкоатлетка, олимпийская медалистка.

## Биография
Родилась в Лондоне в семье двух спортсменов, Доррета Маккоя и Дональда Дэнверса, которые в детстве переехали в Великобританию с Ямайки.
В 1999 году она представляла Великобританию на чемпионате мира по легкой атлетике 1999 года со временем 56,66 секунды в заплывах. Это не помогло ей пройти квалификацию через раунды, однако дало ей жизненно важный опыт, который она взяла на себя в следующем году на Олимпийских играх 2000 года в Сиднее. В возрасте 23 лет Дэнверс вышла в финал своих первых Олимпийских игр, заняв 8-е место, после того как слишком сильно вышла. В следующем году она выиграла бег на 400 м с барьерами на летней Универсиаде 2001 года.
В 2002 году она посетила свои первые Игры Содружества в Манчестере. Она заняла 7-е место в финале, уступив победительнице Яне Питтман из Австралии. Спортсменка, с которой она встретится в будущем, Мелейн Уокер из Ямайки, финишировала на 4-м месте. В том же году она также заняла 7-е место на чемпионате Европы по легкой атлетике 2002 года.
В 2003 году она вышла замуж за своего тренера Даррелла Смита, племянника тренера по спринту Джона Смита. С этого сезона ее стали называть Таша Данверс-Смит. Дэнверс вернулась к своей девичьей фамилии в 2008 году; пара развелась в следующем году.
Дэнверс-Смит пропустила свою вторую Олимпиаду, так как взяла тайм-аут на роды. Это было подвергнуто критике многими, в том числе британским олимпийским призером Аланом Паско, который назвал ее "глупой", поскольку большинство людей думали, что она никогда не вернется к соревновательной легкой атлетике. Она вернулась в 2006 году, чтобы взять серебряную медаль на Играх Содружества, уступив Питтману, а также седьмое место в финале чемпионата Европы. В конце этого года она достигла карьерного максимума-6-го места в рейтинге ИААФ.
Выступая за Университет Южной Калифорнии (USC), Дэнверс выиграл несколько титулов конференции Pac-10 и участвовал в нескольких соревнованиях, включая прыжки в высоту и бег на 100 метров с барьерами. Таша выиграла титул NCAA в 2000 году на второй год в качестве капитана "женщин Трои". Она держит ОСК школьный рекорд на дистанции 400 с барьерами и в эстафете 4х400 метров эстафета , а также появляться в топ-10 на 100 метров с барьерами и прыжках в высоту. После Сиднейской Олимпиады, она вернулась в Лос-Анджелес, чтобы закончить учебу в музыкальном бизнесе и присоединился к знаменитой учебной группы Си.
В феврале 2007 года Дэнверс был введен в Зал славы американского университета.
Вернувшись на мировую арену в 2006 году, Дэнверс завоевала свою первую мировую медаль на Играх Содружества в Мельбурне. Она закончила лето как шестая по рангу барьеристка в мире, подготовив почву для своих сезонов 2007 и 2008 годов и восстановив свою позицию британской бегуньи на 400 метров с барьерами номер один. В 2007 году Дэнверс впервые вышла в финал чемпионата мира, показав почти личный рекорд-54,08 секунды. Она сыграла вничью в финале и заняла 8-е место, но закончила сезон с сильным пробегом гонок после Осаки, закончив сезон на 10-м месте по версии легкоатлетических новостей. Она оставалась британкой номер один уже 2-й год подряд.
В 2008 году легкоатлетический сезон Данверса начался неудачно. У нее были проблемы с ахиллом, и она порвала подколенное сухожилие на своей первой тренировке после травмы ахиллова сухожилия. На чемпионате Великобритании того года она показала неутешительное время-57,00 секунды, заняв 2-е место, что намного ниже ее личного рекорда.